# El sospechoso número 12
El sospechoso número 12 (en coreano: 열두 번째 용의자) es una película de suspense y misterio de Corea del Sur de 2019 dirigida por Kim Myoung-sung, protagonizada por Kim Sang-kyung, Heo Sung-tae, Park Sun-young, Kim Dong-young, Nam Yeon-woo, Na Do-yul y Han Ji-an.

## Sinopsis
En una noche de otoño en 1953, durante los primeros compases de la Guerra de Corea, el poeta de renombre Baek Doo-hwan es asesinado en Namsan. Al día siguiente, el investigador Kim Ki-chae entra en la cafetería Orientar y señala a todos los presentes como sospechosos.
A medida que la investigación avanza, los oscuros secretos enterrados emergen gradualmente, revelando la verdad detrás del homicidio. Sin embargo, persiste la incógnita: ¿quién es el verdadero asesino que se oculta en las sombras de la vida de Baek Doo-hwan?

## Reparto
- Kim Sang-kyung como Kim Ki-Chae
- Heo Sung-tae como No Suk-Hyun
- Park Sun-young como Jang Sun-Hwa
- Kim Dong-young como Park In-Sung
- Jeong Ji-sun como Woo Byung-Hong
- Jang Won-young como Moon Bong-Woo
- Kim Ji-hoon como Oh Haeng-Chul
- Nam Yeon-woo como Jang-Hyuk
- Na Do-yul como Kim Hyuk-Soo
- Kim Hee-sang como Lee Ki-Seob
- Han Ji-an como Choi Yoo-jung
- Myung Gye-Nam como Shin Yoon-Chi
- Nam Seong-jin como Baek Doo-hwan
- Ko Han-min

## Recepción
Elizabeth Kerr de The Hollywood Reporter escribió que si bien "hay puntos en los que la historia pierde foco", Kim y Heo "hacen un excelente trabajo al anclar la brecha filosófica en el corazón de la historia".
Según Richard Kuipers de Variety, esta "exquisita obra de cámara, interpretada con maestría, está hábilmente controlada", generando una sensación de calma y orden que, sin embargo, da paso a un momento impactante cuando va directo a la esencia de la trama.
Pierce Conran, de ScreenAnarchy, comentó que aunque la película presenta "una estructura atractiva de misterio" y "destaca por las actuaciones", no logra convertirse en una historia apasionante debido a su "estilo teatral forzado y pretensiones literarias".